# Lingotto (stacja metra)
Lingotto M1 – stacja metra w Turynie (Włochy) zlokalizowana na południowych przedmieściach miasta. W sąsiedztwie stacji znajduje się stacja kolejowa Torino Lingotto. Przystanek otwarty został w marcu 2011 roku wraz z odcinkiem Porta Nuova – Lingotto. Stacja wyposażona została w windy, ruchome schody oraz automaty biletowe. Obiekt przystosowano do potrzeb osób niepełnosprawnych.